# 青木清高
青木 清高（あおき きよたか、1957年8月12日 - 2015年4月14日）は陶芸家である。中国南宋時代の青磁の研究を主に、青磁、天目、染付を中心に制作する作陶で知られる。父は日本芸術院会員で、文化功労者、文化勲章受章者でもあった青木龍山。

## 略歴
1957年（昭和32年）、陶芸家・青木龍山の長男として、佐賀県西松浦郡有田町に生まれる。佐賀県立武雄高等学校を卒業後、1976年(昭和51年)に長崎大学教育学部美術科入学、洋画を専攻。1980年（昭和55年）、同大学卒業。卒業と同時に中村清六（佐賀県重要無形文化財白磁保持者）に師事。
青木家では、1600年代後半頃より外尾山窯の窯焼として家業が引き継がれて来たが、曾祖父・青木甚一郎が外尾登の権利を買取り、18歳の時に本家（青木太平家）より独立し、実弟・栄次郎と共に明治20年代の後半に有田焼の製造販売を手掛ける青木商店を設立。その後、1899年（明治32年）、会社は資本金15万円の青木兄弟商会へと発展し貿易を主とした内外向けの陶磁器販売を広く手掛た。1957年（昭和32年）、1881年（明治14年）以来半世紀以上にわたり続いていた青木兄弟商会は倒産し姿を消す事となる。その年に清高は青木兄弟商会（後の有田陶業）より独立したばかりの青木龍山の長男として生まれる。
1984年（昭和59年）より日展、日本現代工芸美術展を中心に公募展に出品し、日展評議員、現代工芸美術家協会理事、現代工芸九州会会長、佐賀県陶芸協会副会長、有田陶芸協会副会長を務めた。父と同様、弟子を取らず、青磁、天目を中心に作品を発表した。
2015年4月14日、脳幹出血のため死去。57歳没。

## 栄誉
- 昭和61年（1986年） 日本現代工芸美術展「汀」25回記念賞受賞。
- 平成2年（1990年） 日本現代工芸美術展　青磁花器　「早春譜」会員賞受賞。
- 平成3年（1991年） 佐賀県展工芸部門「連作、碧韻」第一席知事賞受賞。副賞永竹威賞受賞。
- 平成6年（1994年） 第26回日展工芸部門青磁花器「潮満ちる時」特賞受賞。
- 平成7年（1995年） 第5回佐賀銀行文化財団新人賞受賞。
- 平成9年（1997年） 第36回日本現代工芸美術展「悠久の時」現代工芸会長賞受賞。第29回日展工芸部門「夏の日の残像」再特選受賞。
- 平成13年（2001年） 第33回日展審査員。
- 平成16年（2004年） 第36回日展審査員。
- 平成18年（2006年） 現代工芸美術家協会の理事に就任。
- 平成19年（2007年） 第39回日展審査員。
- 平成20年（2008年） 日展評議員に就任。 佐賀県陶芸協会副会長に就任。
- 平成21年（2009年） 第48回日本現代工芸展「海に映る月」内閣総理大臣賞受賞。紺綬褒章受章。